# Leptonetela longyu
Espèce
Leptonetela longyu est une espèce d'araignées aranéomorphes de la famille des Leptonetidae.

## Distribution
Cette espèce est endémique du Hunan en Chine,. Elle se rencontre dans les grottes Longyu et Niuerduo dans le xian de Cili.

## Description
Le mâle holotype mesure 1,63 mm et la femelle paratype 2,05 mm.

## Étymologie
Son nom d'espèce lui a été donné en référence au lieu de sa découverte, la grotte Longyu.

## Publication originale
- Wang, Xu & Li, 2017 : Integrative taxonomy of Leptonetela spiders (Araneae, Leptonetidae), with descriptions of 46 new species. Zoological Research, vol. 38, no 6, p. 321-448.